# Phavaraea rejecta
Phavaraea rejecta là một loài bướm đêm thuộc họ Notodontidae. Loài này có ở Nam Mỹ, bao gồm Brasil.